# 耶路撒冷剧院

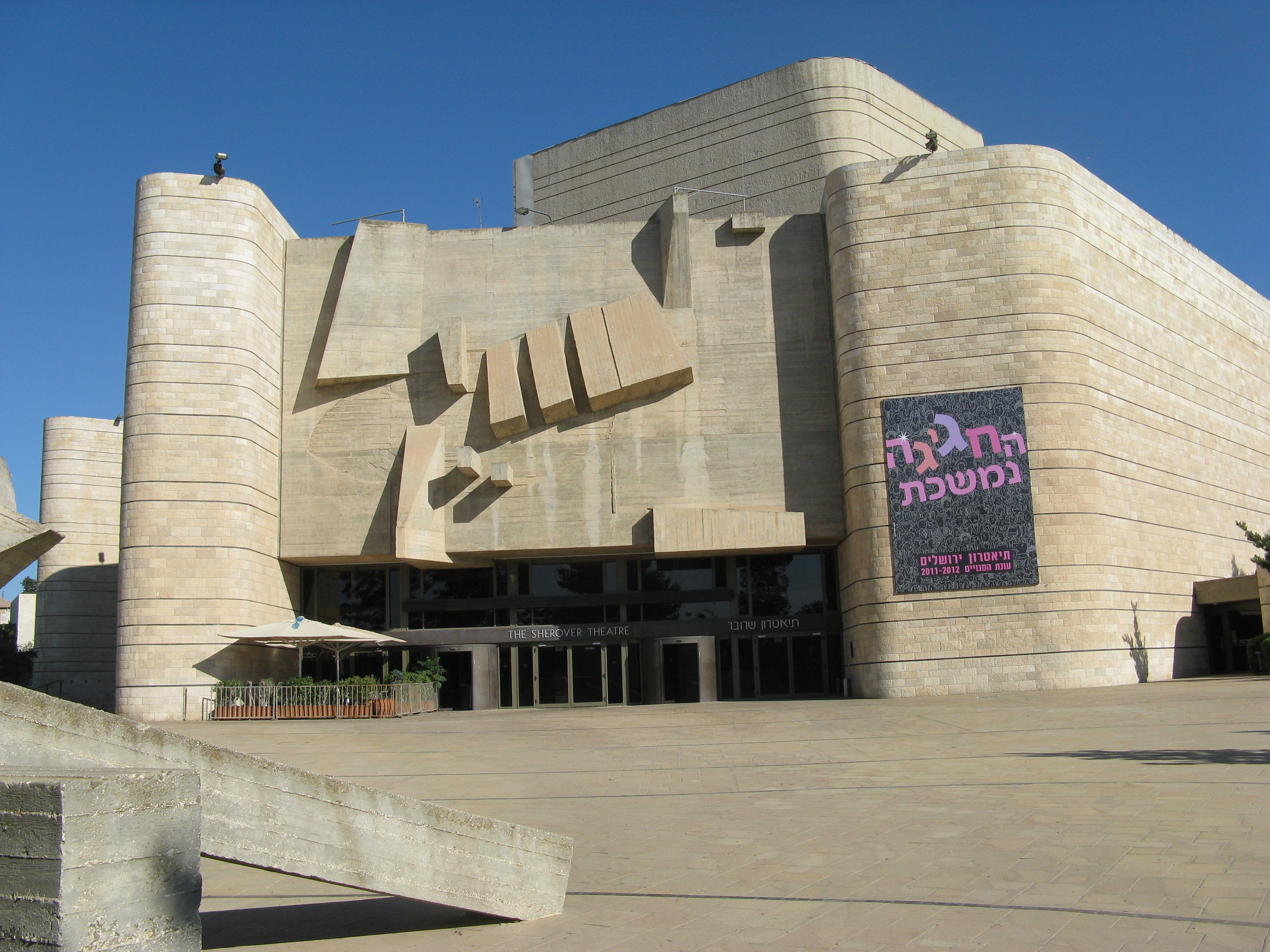
耶路撒冷剧院

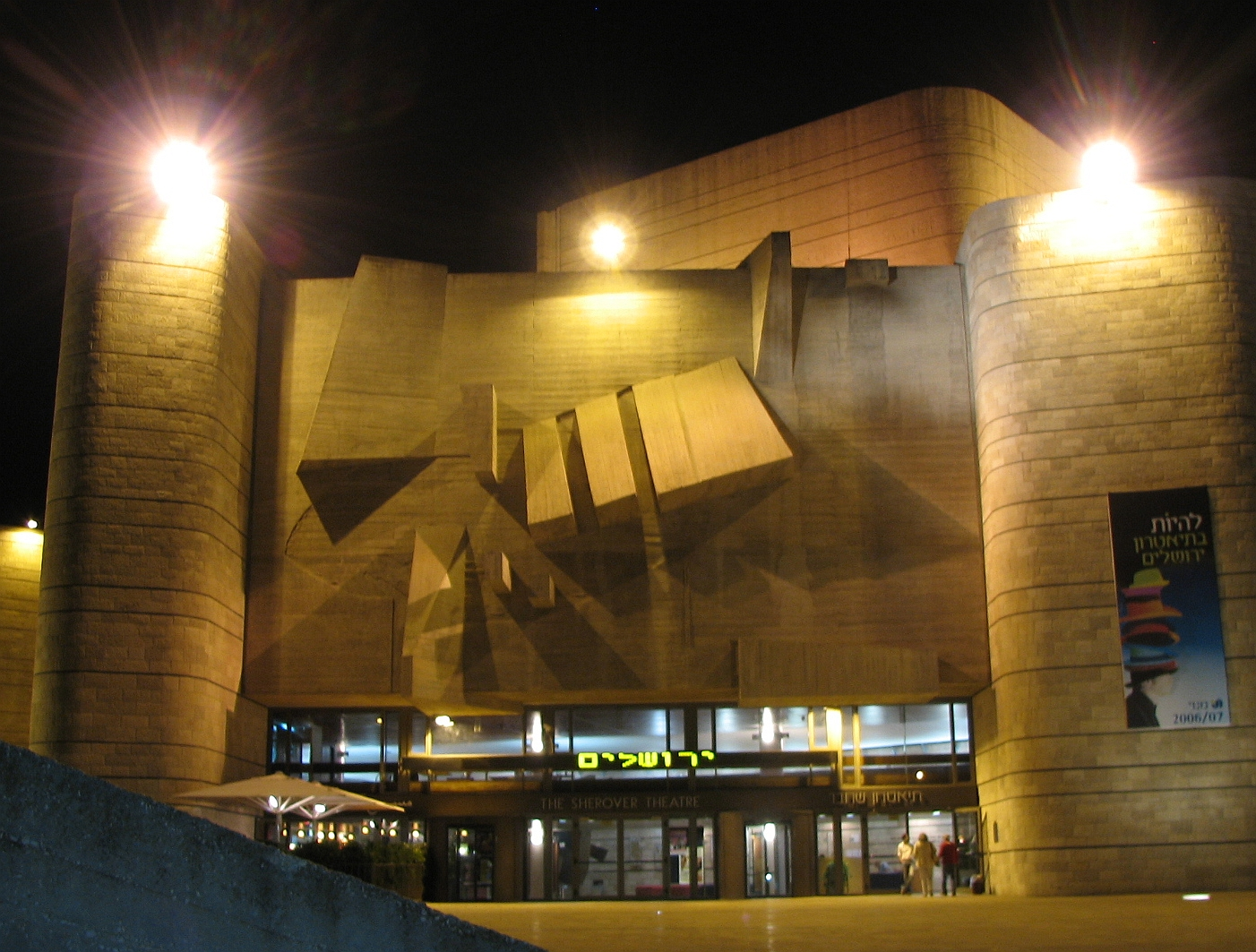
夜间的耶路撒冷剧院

耶路撒冷剧院（希伯來語：‎，又名耶路撒冷表演艺术中心）是以色列耶路撒冷的一个表演艺术中心，于1971年开业。建筑群包括 Sherover 剧院，可容纳950人，亨利克朗皇家交响乐厅，750个座位（耶路撒冷交响乐团设此）；丽贝卡克朗礼堂，450个座位，以及小剧场，110个座位。

## 历史
1958年，耶路撒冷市举行设计竞赛。建筑师迈克尔·纳德勒、舒拉米特·纳德勒和什穆埃尔Shmuel Bixson 荣获一等奖。市政府还收到了在委内瑞拉发财的犹太富翁Miles Sherover的大笔捐赠。
奠基典礼在1964年10月举行。原计划在两年内完成建设，但由于纠纷和预算问题，工程进展缓慢。批评者称，该市有更为迫切的问题，并预测说，剧院将是一个“白象。”该建筑于1971年10月完工。
美国百万富翁莱斯特·克朗为新体育馆捐赠的900万美元并未建造，由于耶路撒冷市长特迪·科勒克的劝说，将捐款改用于艺术和文化。这些钱被用来建造亨利克朗音乐厅，可容纳750人，丽贝卡克朗礼堂，450个座位。，分别以克朗的父母命名